# Neli
Neli je žensko osebno ime.

## Izvor imena
Ime Neli je različica ženskega osebnega imena Nela.

## Pogostost imena
Po podatkih Statističnega urada Republike Slovenije je bilo na dan 31. decembra 2007 v Sloveniji število ženskih oseb z imenom Neli: 438.

## Osebni praznik
V koledarju je ime Neli možno uvrstiti k imenu Nela oziroma Kornelija. V koledarju je ime Kornelija zapisano 31. marca (Kornelija, afriška mučenica, † 31. mar. okoli leza 350).